# Chris Pratt
Christopher Michael "Chris" Pratt, född 21 juni 1979 i Virginia, Minnesota, är en amerikansk skådespelare och komiker.
Pratt är bland annat känd för sina roller som Brighton "Bright" Abbott i TV-serien Everwood och som Andy Dwyer i Parks and Recreation. Han spelar superhjälten Peter Quill/Star-Lord i den tionde delen i filmserien Marvel Cinematic Universe kallad Guardians of the Galaxy och även i filmerna Guardians of the Galaxy Vol. 2 och Avengers: Infinity War. Han spelar även Owen Grady i Jurassic World-filmerna, som är uppföljare till Jurassic Park-trilogin.

## Filmografi (i urval)
| År        | Titel                                       | Info     |
| --------- | ------------------------------------------- | -------- |
| 2002-2006 | Everwood                                    | TV-serie |
| 2005      | Strangers with Candy                        |          |
| 2006-2007 | OC                                          | TV-serie |
| 2008      | Wieners                                     |          |
| 2008      | Wanted                                      |          |
| 2009      | Deep in the Valley                          |          |
| 2009      | Bröllopsduellen                             |          |
| 2009      | Jennifer's Body                             |          |
| 2009-2015 | Parks and Recreation                        | TV-serie |
| 2011      | 10 Years                                    |          |
| 2011      | What's Your Number?                         |          |
| 2011      | Moneyball                                   |          |
| 2012      | Zero Dark Thirty                            |          |
| 2012      | The Five-Year Engagement                    |          |
| 2013      | Movie 43                                    |          |
| 2013      | Delivery Man                                |          |
| 2013      | Her                                         |          |
| 2014      | Lego filmen                                 | röst     |
| 2014      | Guardians of the Galaxy                     |          |
| 2015      | Jurassic World                              |          |
| 2016      | The Magnificent Seven                       |          |
| 2016      | Passengers                                  |          |
| 2017      | Guardians of the Galaxy Vol. 2              |          |
| 2018      | Avengers: Infinity War                      |          |
| 2018      | Jurassic World: Fallen Kingdom              |          |
| 2019      | Lego filmen 2                               | röst     |
| 2019      | The Kid                                     |          |
| 2019      | Avengers: Endgame                           |          |
| 2020      | Framåt                                      | röst     |
| 2021      | The Tomorrow War                            |          |
| 2022      | Jurassic World Dominion                     |          |
| 2022      | Thor: Love and Thunder                      |          |
| 2022      | The Guardians of the Galaxy Holiday Special | TV-serie |
| 2022-     | The Terminal List                           | TV-serie |
| 2023      | Super Mario Bros. Filmen                    | röst     |
| 2023      | Guardians of the Galaxy Vol. 3              |          |
| 2024      | Katten Gustaf – Filmen                      | röst     |
| 2025      | Passagen                                    |          |
| 2026      | Mercy                                       |          |